# Blå sergeantfisk
Blå sergeantfisk (Pomacentrus caeruleus) är en fiskart som beskrevs av Jean René Constant Quoy och Joseph Paul Gaimard 1825. Blå sergeantfisk ingår i släktet Pomacentrus och familjen Pomacentridae. Inga underarter finns listade.

## Bildgalleri

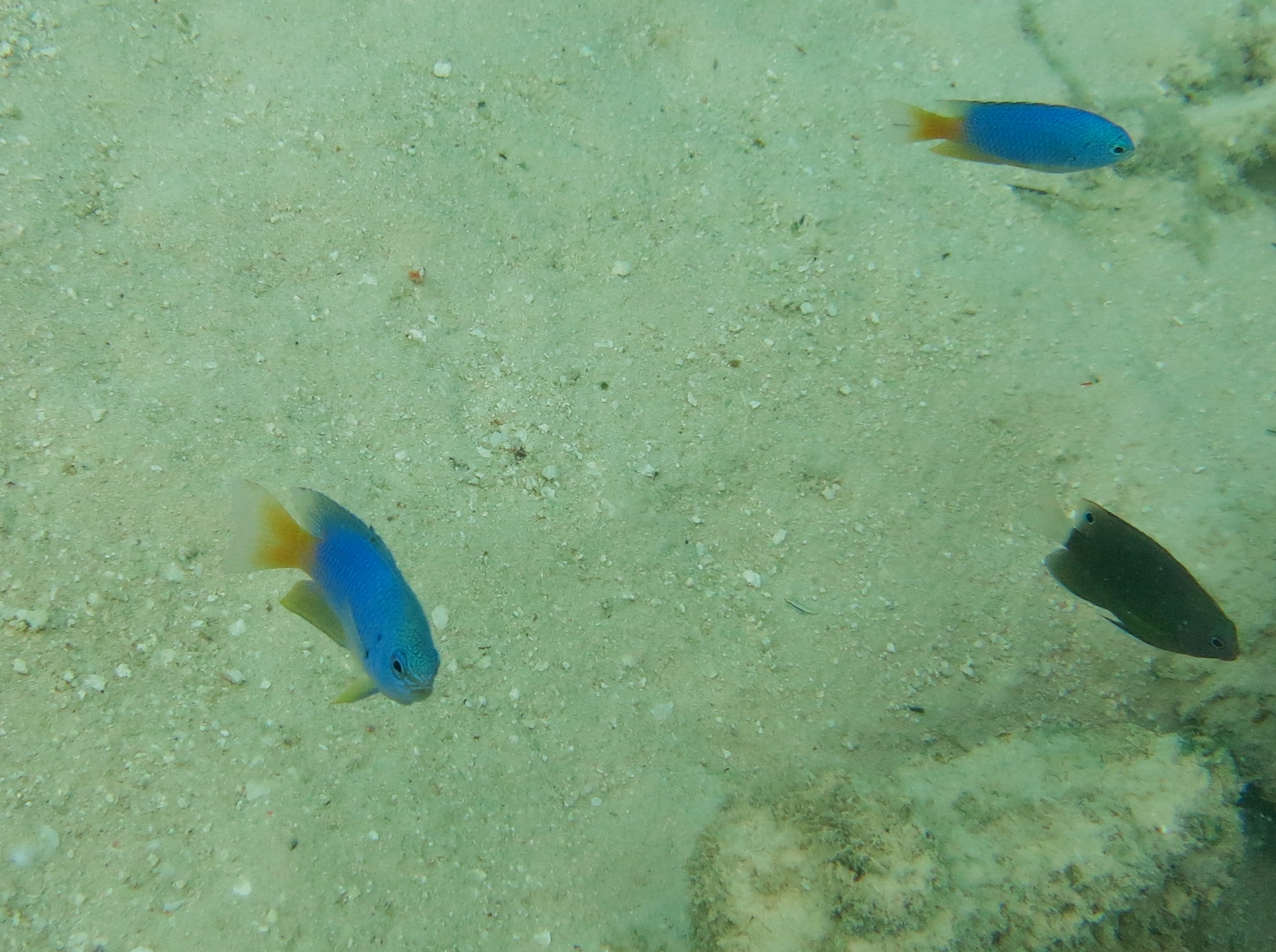
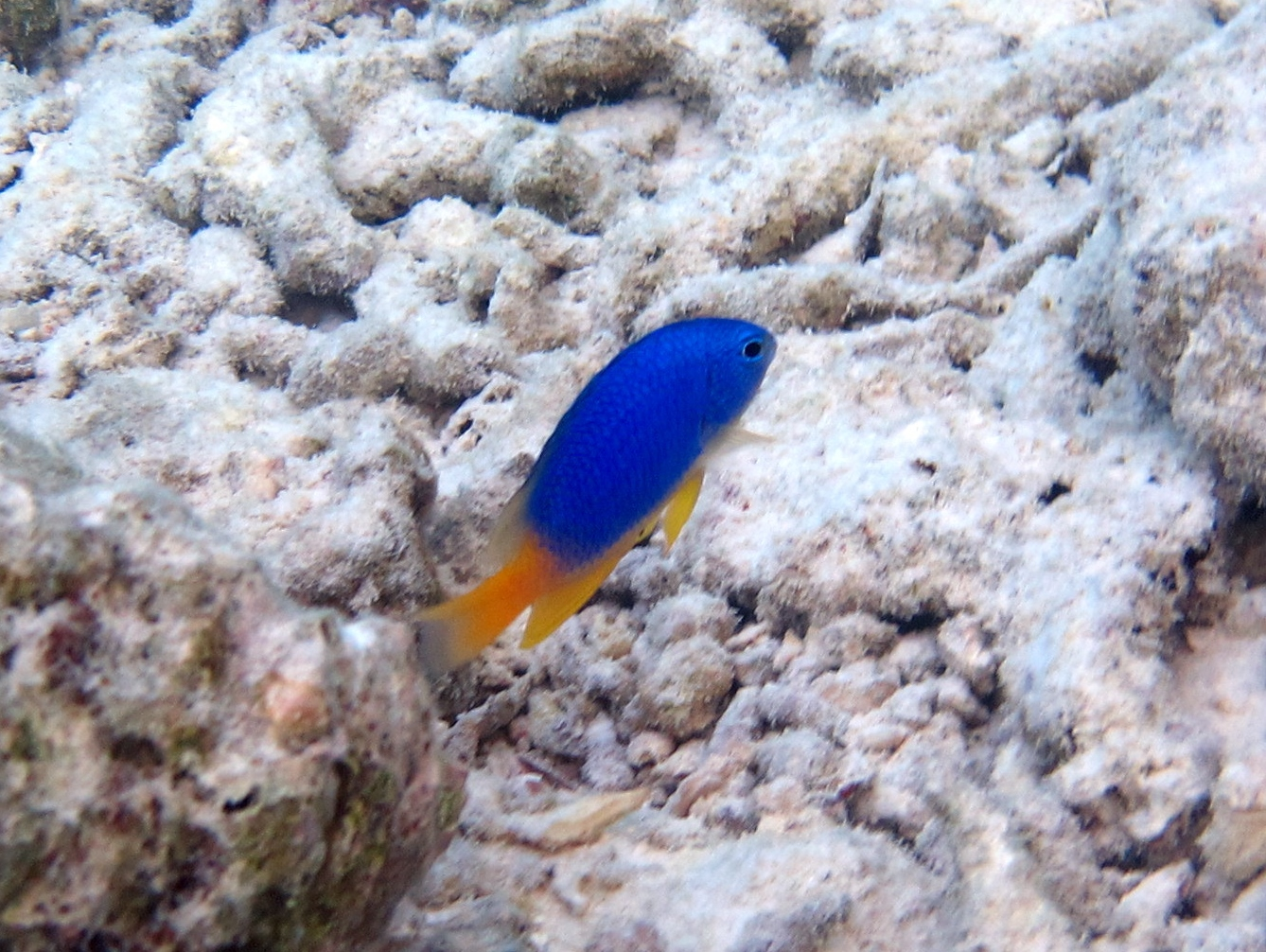
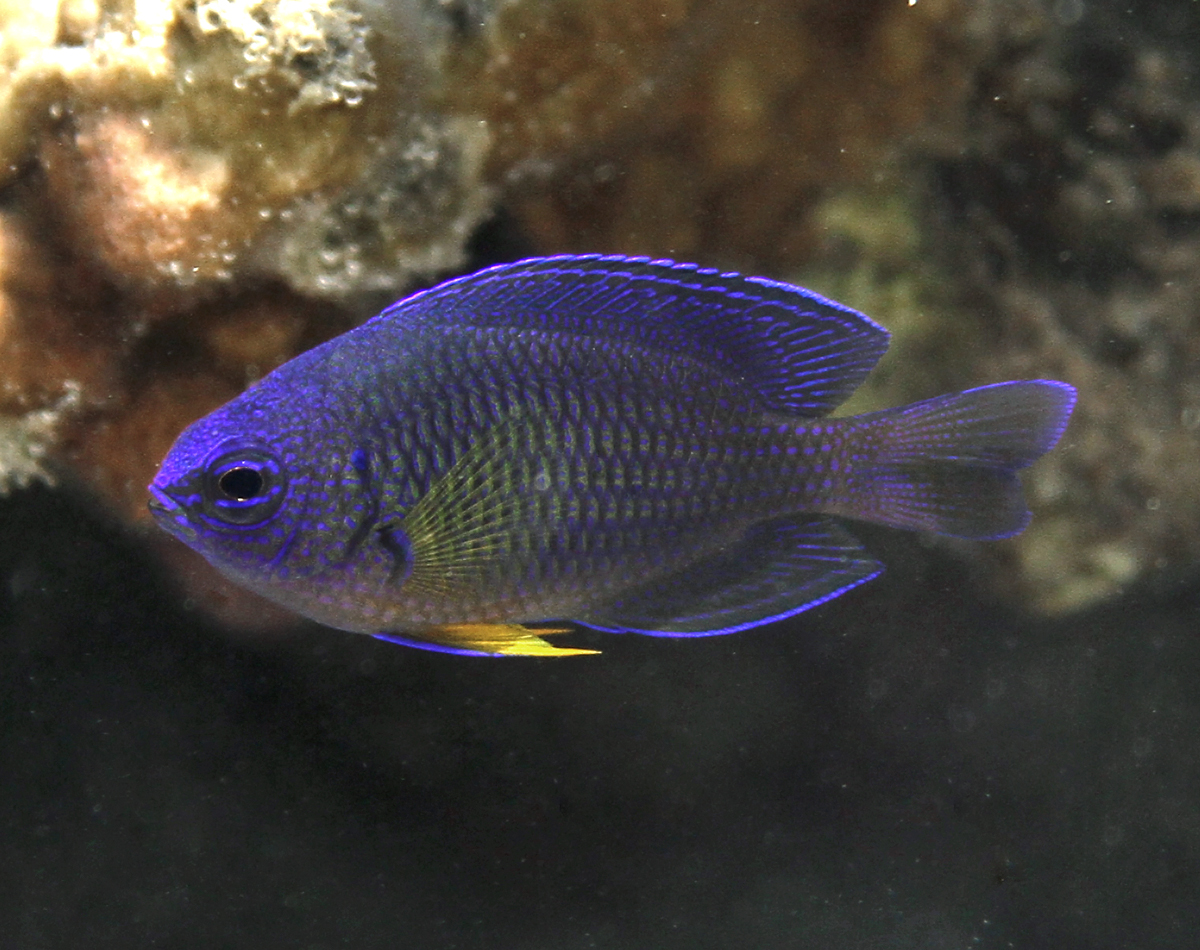